# Beszerzési logisztika
Azt a folyamatot amivel a vállalati logisztika általában foglalkozik három részre oszthatjuk:
beszerzési, termelési, és értékesítési logisztika.
A beszerzési logisztika áll az anyagáramlási folyamatok kezdeténél: biztosítja azokat a  bemeneti készleteket amelyek a termelés (vagy tágabb értelmezésben szolgáltatás)  elvégzéshez szükségesek.
Egy átlagos iparvállalat bevételének 55%-85%-át költi ezekre, így e feladat minél gazdaságosabb és megbízhatóbb ellátása létkérdés.
A beszerzést két főbb csoportba lehet sorolni:
- alapanyag/termelő beszerzés: ún. direkt beszerzés
- szolgáltatások/kiegészítő anyagok beszerzése: indirekt.

A beszerző feladatai közé tartozik a beszállítók felkutatása, minősítése, versenyeztetése és értékelése. Ehhez elengedhetetlen az Internet használata például beszerzes.lap.hu azaz 
Minél nagyobb a beszerzési költségek aránya annál nagyobb fontosságot kap a vállalatban a beszerzés, és így annál magasabb szervezeti egységben helyezkedik el. De akárhol is történjen a döntés, nagyon fontos hogy más szervezeti egységekkel integráltan szülessen meg, ne képezzen más logisztikai egységektől elkülönült funkciót. Emiatt különösen értékes mind a vállalaton belüli (a szükségletek tekintetében), mint vállalaton kívüli (a kínálatok tekintetében) a beszerzéshez köthető információk szerepe.

## Beszerzési koordináció módszerei
- Centralizált beszerzés: ekkor egy központi szerv szerzi be az összes egység számára szükséges alapanyagokat, ő látja el a beszerzés megszervezésének teljes feladatát.

Előnye: egyetlen egységként olcsóbb
Hátránya: egyéni igényeket kevésbé képes kielégíteni
- Decentralizált beszerzés: minden egyes egység külön-külön szerzi be a számára szükséges alapanyagokat.

Előnye: egyéni igényeket közel maximális kielégítése
Hátránya: elesnek az árkedvezménytől, ami a nagyobb mennyiségű megrendelésekkel jár
- Beszerzés gazda:  az a szervezeti egység szerzi be az alapanyagokat az összes többinek amely a legnagyobb mennyiségben használja azokat fel.